# 亨利·施維里
亨利·施維里（法語：Henri Schwery；1932年6月14日—2021年1月7日）是天主教瑞士籍司鐸級樞機及錫永教區榮休主教。

## 生平
亨利於1932年6月14日在瑞士南部地區瓦萊州的城鎮聖倫納德出生。他分於錫安、羅馬和佛立堡學習數學、理論物理、天主教神學和哲學。他於1957年7月7日晉鐸。從1961年到1977年，他是錫安的神學系的教授。
1977年9月17日晉牧，並獲教宗保祿六世任命為錫永教區主教。他從1983年至1988年，出任瑞士主教團主席。1991年6月28日，教宗若望保祿二世將他擢升為司鐸級樞機。直到1995年4月1日榮休，及由諾爾伯特·布魯納接替成為錫永教區正權主教。他曾參與2005年教宗選舉秘密會議。